# Uebelinia kigesiensis
Uebelinia kigesiensis är en nejlikväxtart. Uebelinia kigesiensis ingår i släktet Uebelinia och familjen nejlikväxter.

## Underarter
Arten delas in i följande underarter:
- U. k. kigesiensis
- U. k. ragazziana